# Escales del Sant Crist
Les Escales del Sant Crist és una obra de Canet de Mar (Maresme) protegida com a Bé Cultural d'Interès Local.

## Descripció
Les escales de Sant Crist són especialment interessants per la seva convexitat, que permet dividir les aigües cap als dos costats i caminar còmodament per la part central. Segons consta a l'inventari d'immobles d'interès arquitectònic de propietat municipal de la Diputació de Barcelona, l'origen del carrer és el segle xvi, i al 1913 Joan Dotras i Manyà va projectar les escales que van ser construïdes per Josep Cabruja. Per a la construcció de les voreres i el recreixement dels paviments del Torrent dels Lledoners han desaparegut els tres primers graons.
Destaca la capella del Sant Crist amb una làmpada modernista que pren formes vegetals.